# Canal de Saint-Ours
Le canal de Saint-Ours est un canal composé d'une seule écluse située à Saint-Ours au Québec (Canada). Il a été inauguré en 1849, permettant ainsi de contourner le dernier obstacle sur le Richelieu entre le Lac Champlain et Sorel-Tracy. Le canal a entièrement été refait entre 1929 et 1933 dans le but de correspondre au gabarit du « Barge Canal System » des États-Unis. Le canal a été désigné lieu historique national du Canada en 1929.